# Фасадная кассета
Фасадная кассета (металлокассета) — облицовочный материал, разновидность фасадного покрытия. Внешне представляет собой загнутую по бокам завершённую металлическую конструкцию. Широко используется в системе вентилируемого фасада.
В отличие от керамогранита, фасадная кассета крепится жёстко на саморез или заклёпку к фасаду, что обеспечивает целостность облицовки на весь период её эксплуатации.

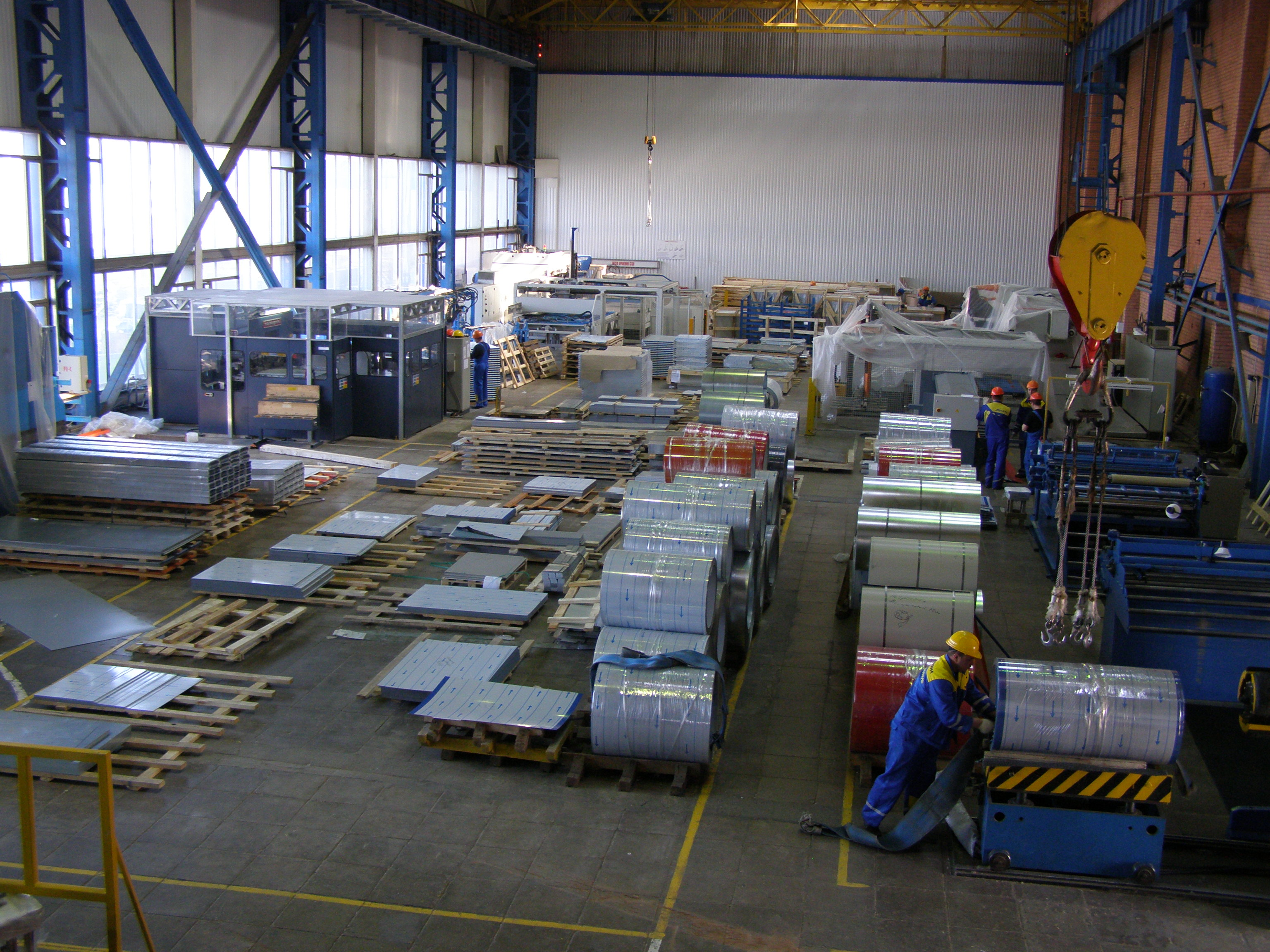
Производство фасадных кассет

## Основные характеристики
Современные фасадные кассеты производятся из различных металлов. Чаще на строительных объектах встречаются алюминиевые, оцинкованные с покрытием или нержавеющие кассеты, но бывают и медные.
Фасадные кассеты могут иметь или не иметь внутреннюю прослойку из полимерных материалов. В случае, если фасадная кассета имеет внутреннюю прослойку, такая кассета называется фасадной кассетой из композитного листа. Конструкция фасадной кассеты из композита представляет собой сэндвич: лицевой и внутренний слой выполнен из металла, а прослойка из определённого вида полимера.
В зависимости от типа полимерной прослойки и наличия в ней антипиренов, композитной фасадной кассете присваивается разная группа горючести от Г1 до Г4. Металлокассеты без прослойки из полимера могут иметь группу горючести НГ (негорючие).
Фасадные кассеты могут быть как штучными (в виде квадрата, прямоугольника или другой произвольной формы), так и погонажными (в виде панелей от 2 до 3 метров в длину).
Алюминиевые и нержавеющие кассеты могут не иметь покраски, внешний вид натурального металла многие считают привлекательным. По своим химическим свойствам указанные материалы практически не подвержены коррозии, поэтому могут применяться без дополнительного покрытия. В отличие от алюминиевых и нержавеющих кассет, стальные оцинкованные кассеты необходимо покрывать полимерами: полиэстером, порошковым покрытием, PVDF.

### Крепёж фасадных кассет
Крепёж фасадных кассет может быть двух видов:
- открытый: каждая кассета отдельно крепится к несущему каркасу метизами.
- скрытый: реализуется посредством крепления кассеты к вертикальному профилю с помощью зацепа (икля) за элемент крепления (каретка).Здание, облицованное фасадными кассетами

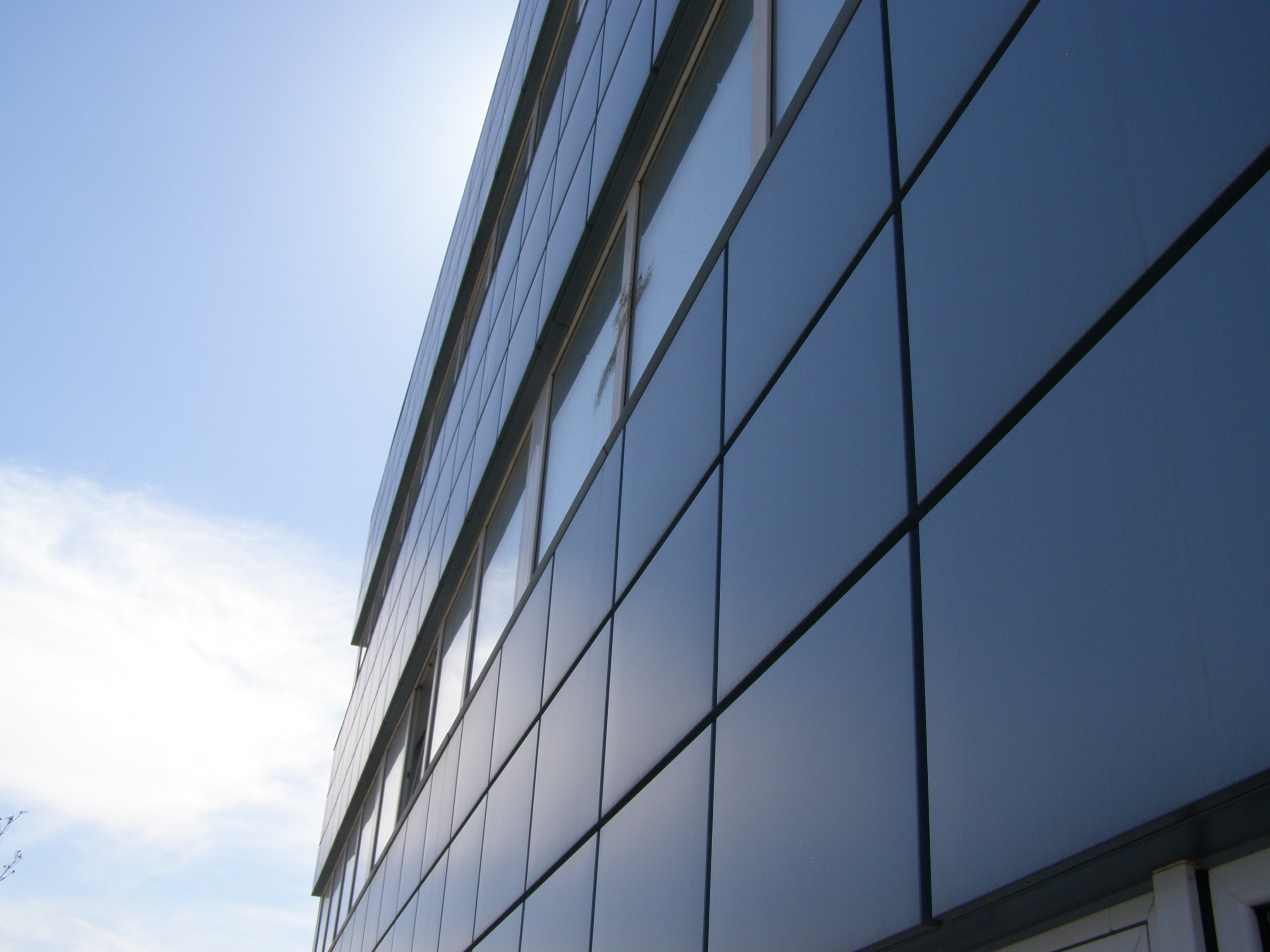
Здание, облицованное фасадными кассетами

## Достоинства и недостатки фасадных кассет
Фасадные кассеты обладают рядом преимуществ:
- простота монтажа: использование фасадных кассет позволяет компенсировать неровности поверхности;
- коррозионная стойкость: оцинкованная сталь с полимерными покрытиями надёжно защищена от химических и физических повреждений;
- широкий спектр цветовых решений: благодаря использованию полимерных покрытий фасадные кассеты могут быть изготовлены в любой цветовой гамме;
- не выцветает под воздействием солнечных лучей и атмосферных осадков, длительное время не требует никакого ремонта или покраски.

- пожаробезопасность — металлокассеты, как и другие элементы вентиляционного фасада, не горят и не выделяют токсичных соединений при пожаре.

- простота ремонта, в случае деформаций кассеты могут быть легко просто заменены новыми (замена кассет с закрытым креплением происходит несколько сложнее).

Из недостатков выделяется относительно высокая стоимость: кассетный фасад по сравнению с другими видами отделки является одним из самых дорогостоящих. Но ввиду отсутствия влажных процессов использование данной технологии во многих случаях оправданно.

## Применение фасадных кассет
Системы фасадных кассет применяются для покрытия стен, потолков и колонн в жилых домах, объектах общего пользования, а также промышленных, торговых и административных зданиях.
Фасадные кассеты нередко используются для преображения внешнего вида старых зданий, рыночная стоимость которых после обновления фасада может значительно возрастать.